# Hilton Garden Inn: Ultimate Team Play
Hilton Garden Inn: Ultimate Team Play é um jogo eletrônico de simulação para o Sony PlayStation Portable, desenvolvido pela Virtual Heroes para Hilton Garden Inn usando o Vicious Engine, e lançado no Universal Media Disc. O jogo foi anunciado em 2008 e lançado em janeiro de 2009.
O jogo é um jogo de simulação em que o jogador é um trabalhador de um hotel da rede Hilton Garden Inn, e deve completar várias tarefas satisfatoriamente para obter uma boa pontuação. As tarefas incluem limpar os quartos dos hóspedes do hotel, cuidar da recepção do hotel, gerenciar o restaurante do hotel e interagir adequadamente com os hóspedes.